# Silvestre Tornassol
El professor Silvestre Tornassol (Tryphon Tournesol en francès) és un personatge de ficció de la sèrie de còmics Les aventures de Tintín, creada pel dibuixant belga Hergé. És el típic científic despistat, dur d'orella, inventor d'alguns dels artefactes més famosos en les aventures del reporter Tintín, com ara el submarí en forma de tauró que apareix a El tresor de Rackham el Roig o el coet blanc-i-vermell que apareix en les aventures lunars. En Tornassol sempre treballa en benefici de la humanitat i és per això que s'inventa coses com les píndoles que curen l'alcoholisme fent que l'alcohol tingui un gust horrible per al pacient.
La primera aparició del professor Tornassol va ser en El tresor de Rackham el Roig, després d'una llarga cerca d'Hergé per trobar el perfecte prototipus de científic despistat. Abans hi havia hagut l'egiptòleg Filemó Sicló a Els cigars del faraó o el Professor Alambí a El ceptre d'Ottokar. L'àlbum es va publicar inicialment en blanc i negre en forma de tira còmica al diari Le Soir. La primera aparició del personatge es va publicar el 5 de març de 1943.

## Biografia de ficció
Silvestre Tornassol, és una barreja de científic i poeta, en una mateixa persona. En l'aspecte físic destaca la seva calvície, amb un bon grapat de cabell enrinxolat darrere de les orelles, bigoti i barbeta a la cara, la seva miopia se li suposa per les ulleres rodones que porta. L'otòfon, el paraigües, l'abric de color verd fosc i el Barret fort, conformen un vestuari antiquat, que li dona la imatge d'un personatge intemporal.
És un personatge amb una gran "sang freda", el brogit i la bogeria del món modern ben poc l'afecten, axó queda demostrat quan a l'aventura d'El Temple del Sol, el segresten els Fills del Sol, o bé a L'afer Tornassol, quan el segresten els Bigotistes, Borduris.
La sordesa del professor Tornassol sovint és font d'humor, perquè repeteix el que ell creu que ha sentit però amb un significat completament diferent: "Senyor Tornassol! Us en devem una de ben grossa!" "Quina rossa?". Insisteix a dir que ell no és sord, que només és una mica dur d'una orella. En els àlbums Objectiu: la Lluna i Hem caminat damunt la Lluna, porta un otòfon que el converteix durant dos volums en un personatge més seriós.
Molt aficionat a la radioestèsia, l'objecte inseparable del professor Tornassol és un pèndol, que utilitza per buscar tot allò que hagi pogut perdre. Orgullós del seu passat atlètic, presumeix de la seva anterior dedicació a la boxa francesa (savate), tot i que en la demostració que en fa a Vol 714 a Sidney no sembla que tingui una gran condició física.
Objectiu la lluna
El professor Tornassol, és l'inventor del coet i de tot l'equipament necessari que permetrà a Tintin i els seus amics anar a la Lluna. També dirigeix els assajos per la preparació del vol i es fa càrrec d'organitzar l'expedició, repartint les tasques que cal fer i prenen decisions de gran abast, com la de destruir el coet de prova. També és l'encarregat de donar els detalls científics de l'expedició al lector del còmic. Donat que la seva sordesa podria ser un inconvenient pel seu protagonisme dins la historia, se'l dota d'un otòfon, sense perdre el punt còmic que la seva sordesa el porta a protagonitzar, sense que sigui un inconvenient per poder-se comunicar amb els altres per dur a terme la seva tasca. En aquesta historieta fa servir per primera vegada otòfon de baquelita.

## Inspiració

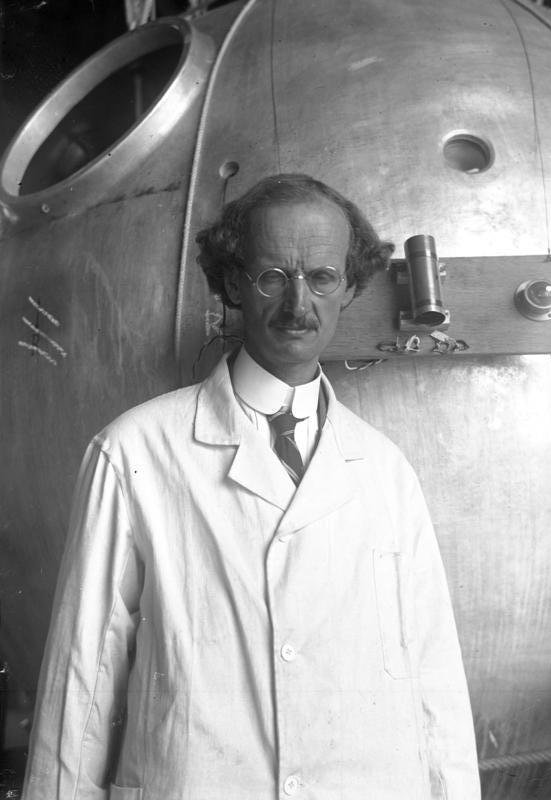
El físic suís Auguste Piccard, va inspirar Hergé el personatge del Professor Tornassol

El personatge del professor Tornassol està inspirat en el físic suís Auguste Piccard, explorador de l'atmosfera i de les profunditats abissals, i inventor del batiscaf. Malgrat ser suís, feia classes i treballava a Brussel·les, quan el professor Tornassol es va publicar per primera vegada. El professor de ficció comparteix amb el real, Auguste Piccard, les seves ulleres rodones, la seva camisa de coll rodó tipus, coll anglès de principis del segle xx, en l'aspecte físic, comparteixen una calvície amb una gran entrada a la part frontal, i una mata de pèl arrissat rere l'orella.

## Noms
Els traductors de la sèrie han mirat de trobar en les diferents llengües noms extravagants per a aquest personatge, sovint amb un ressò científic. Així, el Tryphon Tournessol de l'original francès ha esdevingut:
- Tertius Phosfatus en afrikaans
- Balduin Bienlein en alemany
- Cuthbert Calculus en anglès i bengalí
- Bergel en àrab
- Silvestre Tornasol en espanyol, basc (Silbestre) i gallec
- Teofilus Tuhatkauno en finès
- Vandratur en islandès
- Kalkyl en suec
- Trifone Girasole en italià
- Trifolic Girassol en portuguès
- Trifonius Zonnebloem en neerlandès